# Hl. Thomas von Aquin (Langen)

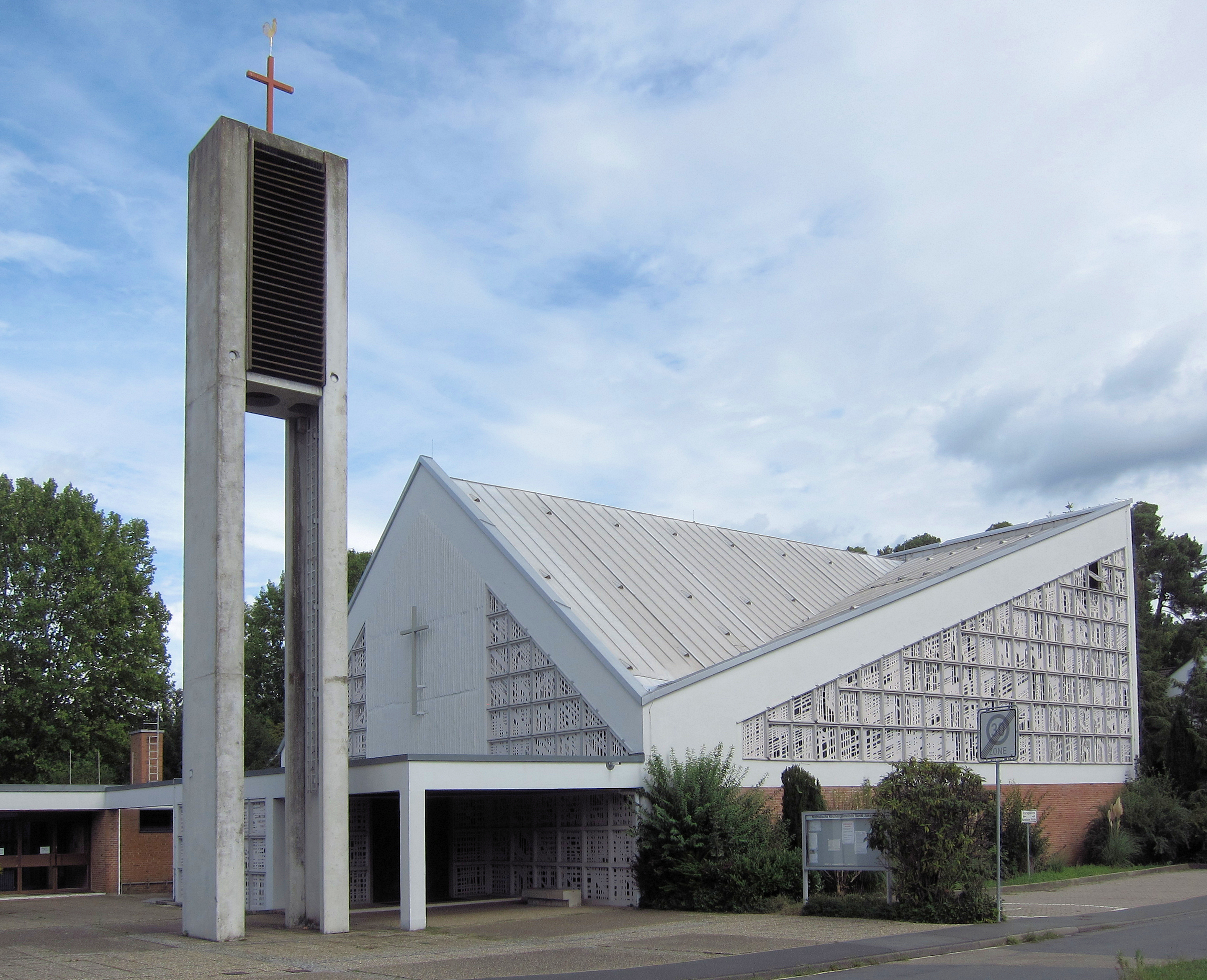
Die Thomas-von-Aquin-Kirche in Langen, erbaut 1965–1968

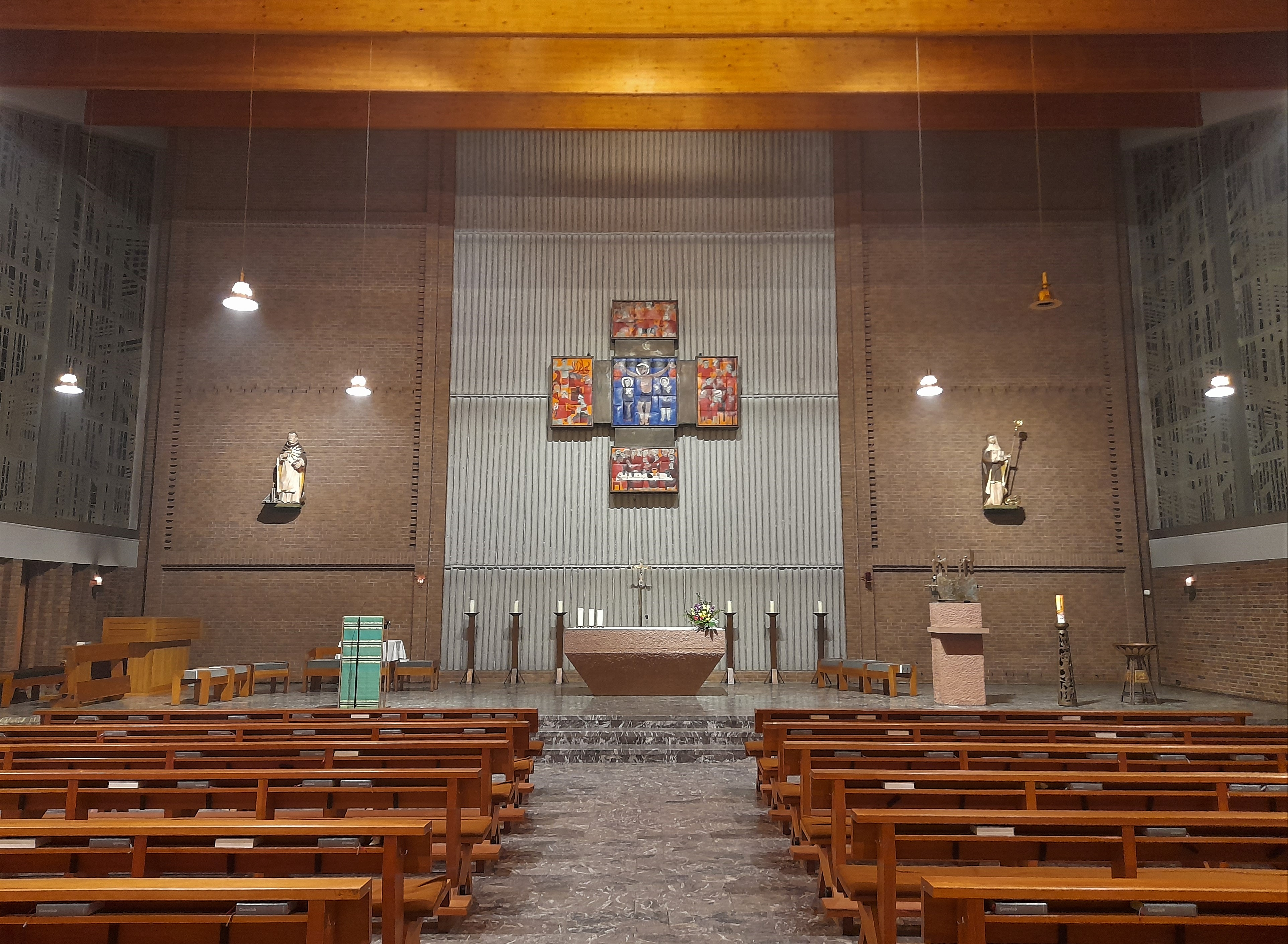
Innenraum von Hl. Thomas von Aquin

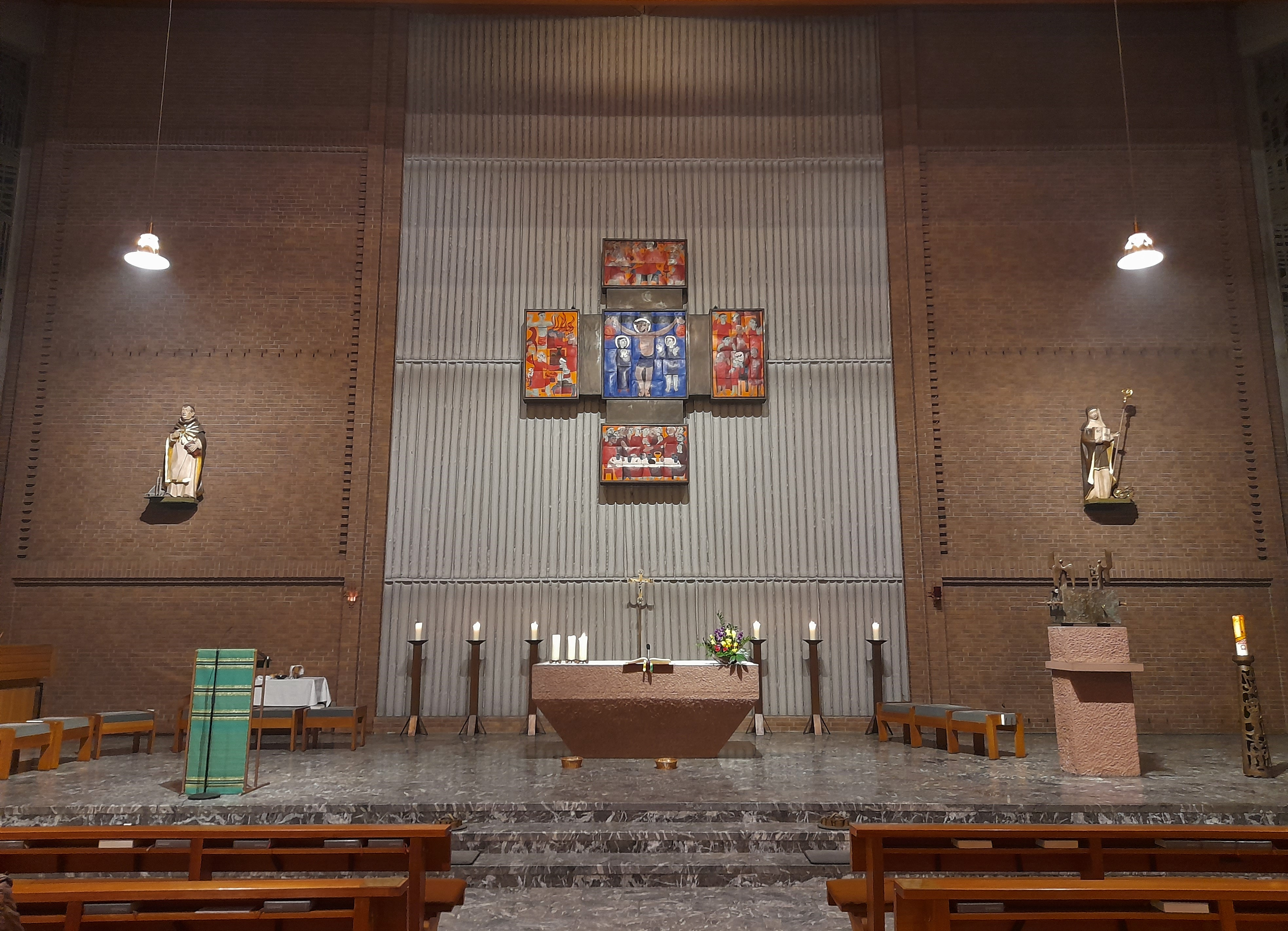
Altarraum der Kirche

Die römisch-katholische Filialkirche Hl. Thomas von Aquin ist ein Kirchengebäude im Langener Stadtteil Oberlinden im südhessischen Landkreis Offenbach.
Die im Stil der Moderne errichtete Kirche steht unter dem Patrozinium des italienischen Theologen Thomas von Aquin. Sie bildet zusammen mit den katholischen Kirchen St. Albertus Magnus, Liebfrauen, St. Josef und Maria Königin die katholische Pfarrei „Hl. Familie Langen-Egelsbach-Erzhausen“, die zur Region Mainlinie im Bistum Mainz gehört.

## Geschichte
In den 1960er-Jahren entstand südwestlich der Langener Altstadt die „Wohnstadt“ Oberlinden. Da die mit dem Bau beauftragte Wohnungsbaugesellschaft „Nassauische Heimstätte“ neben der Schaffung von Wohnraum auch an der Errichtung von kulturellen und religiösen Bauwerken interessiert war, stellte sie der evangelischen und katholischen Gemeinde in Langen Grundstücke in prominenter Lage im Neubaugebiet zur Verfügung. Im Gegenzug dafür sollten die dort entstehenden Kirchengebäude künstlerisch anspruchsvoll sein und ihre Gestaltung möglichst im Rahmen eines Architektenwettbewerbs bestimmt werden.
Den Wettbewerb für die katholische Kirche gewannen die Architekten Horst Römer und Helmut Baumgart. Nach ihren Plänen wurde ab 1965 der Kirchenneubau ausgeführt. Nachdem am 5. August 1968 das Richtfest gefeiert wurde, konnte das Gotteshaus am 14. Dezember 1968 durch den Mainzer Bischof Hermann Kardinal Volk geweiht und dem Patronat des heiligen Thomas von Aquin anvertraut werden. Ausschlaggebend für die Wahl des Kirchenpatrons war der Wunsch, der Verbundenheit mit der „Mutterkirche“ St. Albertus Magnus auf diese Weise Ausdruck zu verleihen, da Thomas von Aquin der bekannteste Schüler von Albert dem Großen (lat.: Albertus Magnus) war.

## Baubeschreibung
Die Kirche Hl. Thomas von Aquin liegt westlich der Langener Altstadt sowie westlich der in Nord-Süd-Richtung verlaufenden Bahnstrecke zwischen Frankfurt und Darmstadt im Stadtteil Oberlinden. Das Kirchengebäude gliedert sich in einen Campanile im Westen und ein Kirchenschiff im Osten, das sich auf längsrechteckigem Grundriss erhebt und sowohl durch seine Zeltgestalt wie auch durch seine markante Betonfassade mit vielen bunten Glasfenstern besticht.